# خلیج جیکویلیسکو
ذخیره‌گاه زیست‌کره خلیج جیکویلیسکو (انگلیسی: Jiquilisco Bay Biosphere Reserve) در جنوب‌شرقی ساحل اقیانوس آرام السالوادور قرار دارد. این خلیج، یک ذخیره‌گاه زیست‌کره است. خلیج جیکویلیسکو، بزرگترین محل حضور پرندگان دریایی ساحلی در السالوادور است که بسیاری از این گونه‌ها، تهدیدشده یا در معرض انقراض هستند. بیش از ۸۰ گونه پرنده مهاجر، برای تغذیه از ماهی‌ها، به این مکان مهاجرت می‌کنند.